# Coventry, Rhode Island
Coventry, kommun (town) i Kent County, Rhode Island, USA med cirka 33 668 invånare (2000). Den har enligt United States Census Bureau en area på 161,5 km².

## Kända personer från Coventry
- Warren O. Arnold, politiker